# 꼬까도요
꼬까도요(ruddy turnstone)는 도요과에 속하며 학명은 Arenaria interpres이다. 몸길이 약 23cm로 검은색·흰색·적갈색의 깃털이 복잡하게 섞여 있어서 땅 위에 둥지를 틀고 앉아 있을 때에도 눈에 잘 띄지 않는다. 우리나라를 지나가는 나그네새로 해안의 자갈밭이나 모래밭, 간척지, 암초가 있는 곳에 도래한다. 먹이를 찾을 때 부리로 조개 껍데기나 조약돌을 뒤집는 습성이 있다. 북극지방의 툰드라에서 번식하며, 겨울에는 남아메리카·아프리카·오스트레일리아까지 남하해서 월동한다.